# Chronique illustrée

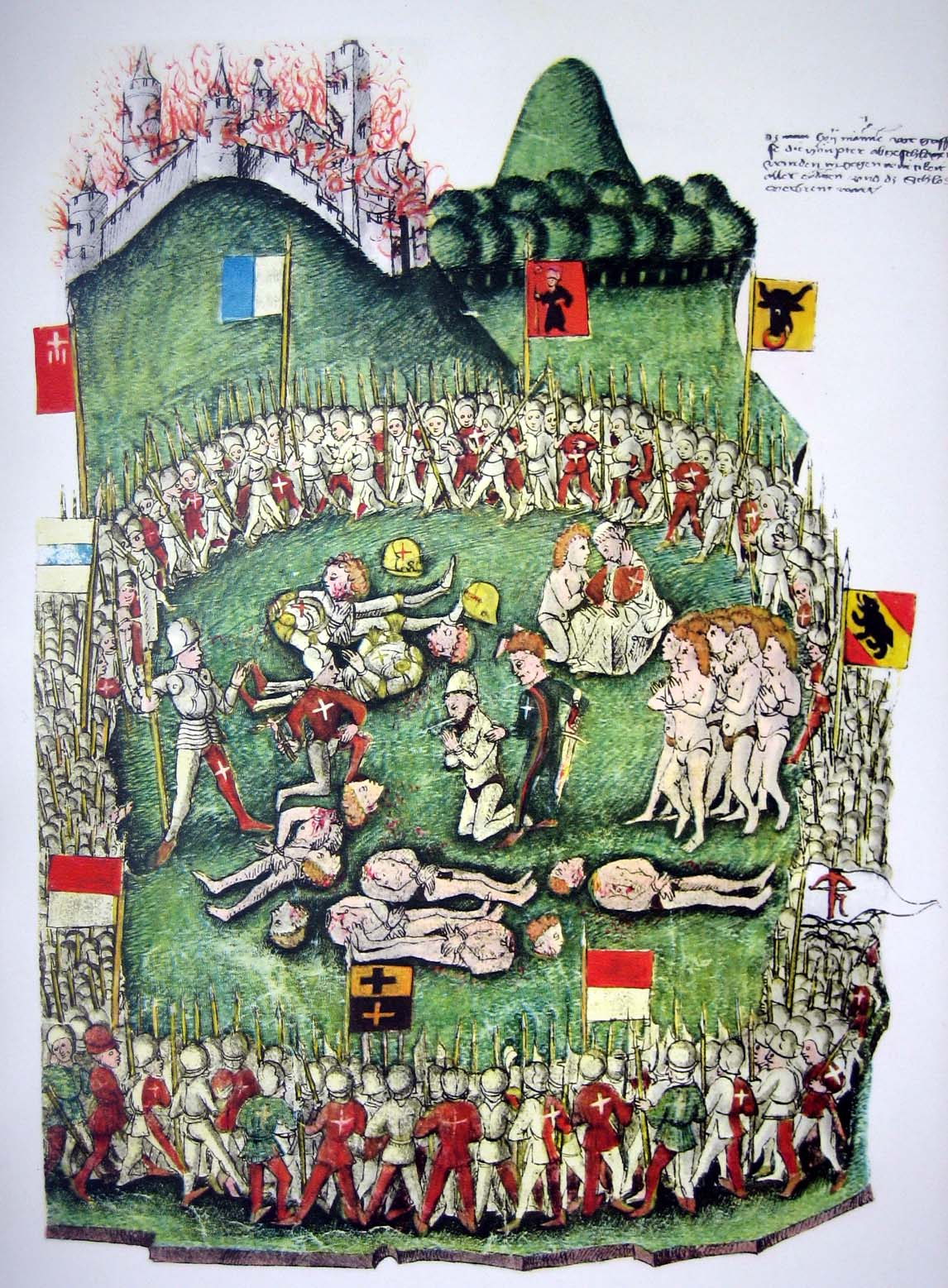
Le massacre de Greifensee dans la chronique illustrée de Tschachtlan.

Dans l'ancienne Confédération suisse, une chronique illustrée est un manuscrit écrit entre le XVe et le XVIe siècle sur papier ou parchemin et richement illustré.
Écrits profanes à destination des élites urbaines de Berne et Lucerne, elles offrent un important témoignage politique, social, militaire, diplomatique de la vie à la fin du Moyen Âge. Les plus importantes d'entre elles sont l'œuvre des deux Diebold Schillings, le Vieux et le Jeune qui réalisent des commandes peu après les succès militaires des guerres de Bourgogne.

## Les principaux auteurs de chroniques illustrées
La plus ancienne des chroniques illustrées date de 1423 et est l'œuvre du bernois Konrad Justinger ; l'original de cette chronique est perdu, mais une copie est conservée à Iéna. Par la suite, Bendict Tschachtlan et Heinrich Dittlinger publient en 1470 la Tschachtlanchronik qui traite également de la ville de Berne.
En 1483 sort la Berner Schilling de Schilling l'ancien en trois volumes. Le même auteur publie également dans la même décennie une Spiezer Schilling en un seul volume, ainsi qu'une Zürcher Schilling. En 1515, le neveu et homonyme de Schilling publie une Chronique de Lucerne suivie la même année par la Chronique fédérale de Wernher Schodoler en trois tomes.
Entre 1529 et 1546, Valerius Anshelm fait à son tour paraitre une Berner Chronik. Suivront encore la Wickiana de Johann Jakob Wick en 1587 sous la forme d'une compilation de manuscrits et la Schweitzer-Chronic de Michael Stettler en 1631 qui clôt le genre.

## Sources
- (de) Cet article est partiellement ou en totalité issu de l’article de Wikipédia en allemand intitulé « Schweizer Bilderchronik » (voir la liste des auteurs).

- (en) Cet article est partiellement ou en totalité issu de l’article de Wikipédia en anglais intitulé « Swiss illustrated chronicles » (voir la liste des auteurs).